# Simpang Katis (plaats)
Simpang Katis is een bestuurslaag in het regentschap Bangka Tengah van de provincie Bangka-Belitung, Indonesië. Simpang Katis telt 2472 inwoners (volkstelling 2010).